# Pseudicius zabkai
Pseudicius zabkai is een spinnensoort in de taxonomische indeling van de springspinnen (Salticidae).
Het dier behoort tot het geslacht Pseudicius. De wetenschappelijke naam van de soort werd voor het eerst geldig gepubliceerd in 2001 door Da-xiang Song & Zhu.